# تومي سولومون
تومي سولومون (بالإنجليزية: Tommy Solomon)‏ هو فلاح نيوزيلندي، ولد في 7 مايو 1884، وتوفي في 19 مارس 1933 بسبب ذات الرئة.